# أولاف غونارسون هيلاند
أولاف غونارسون هيلاند (بالنرويجية البوكمول: Olaf G. Helland)‏ هو صانع آلة موسيقية ‏ نرويجي، ولد في 25 أغسطس 1875 في بو في النرويج، وتوفي في 30 أبريل 1946.